# Тьца
Ծ, ծ (арм. ծաо файле тьца, з.-арм. дза) — четырнадцатая буква армянского алфавита. Создал Месроп Маштоц в 405—406 годах.

## Использование
В восточноармянском языке обозначает звук [t͡s], а в западноармянском — [d͡z]. Числовое значение в армянской системе счисления — 50.
В системах романизации армянского письма передаётся как ç (ISO 9985), ts (BGN/PCGN, ALA-LC для восточноармянского), dz (ALA-LC для западноармянского). В восточноармянском шрифте Брайля букве соответствует символ ⠉ (U+2809), а в западноармянском — ⠌ (U+280C).

## Кодировка
И заглавная, и строчная формы буквы тьца включены в стандарт Юникод начиная с версии 1.0.0 в блоке «Армянское письмо» (англ. Armenian) под шестнадцатеричными кодами U+053E и U+056E соответственно.

## Галерея

Округлый еркатагир
Прямолинейный еркатагир
Болоргир
Нотргир
Шхагир